# Lotfi Attar
 (avril 2017).
Si vous disposez d'ouvrages ou d'articles de référence ou si vous connaissez des sites web de qualité traitant du thème abordé ici, merci de compléter l'article en donnant les références utiles à sa vérifiabilité et en les liant à la section « Notes et références ».
Lotfi Attar, mieux connu sous le nom de Lotfi Raïna Raï, est un guitariste, auteur-compositeur et chanteur algérien, né le 14 mars 1952 à Sidi Bel Abbès, leader du groupe Raïna Raï et fondateur du groupe Amarna.
Lotfi Attar est un guitariste algérien, célèbre dans son pays et dans le monde arabe.

## Biographie

### Origine et jeunesse

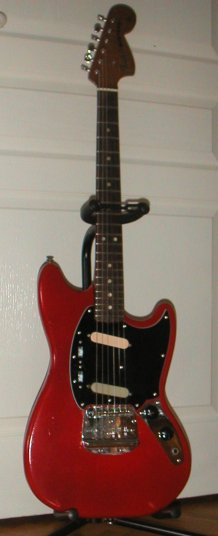
Une Fender Mustang de 1968, le même modèle de 1964, première guitare électrique de Lotfi Attar

En 1969 sa mère lui trouve un travail chez un horloger où il apprend le métier, mais il préfère consacrer son temps libre à la musique.
À dix ans, il joue de la guitare sous l'impulsion de son frère Kamel, guitariste dans un groupe. À l'âge de quinze ans, il se met à la guitare électrique. Il économise pour acheter en 1973 sa toute première guitare : une guitare électrique Fender Mustang de 1964 avec laquelle il s'essaye au blues, Jimi Hendrix et Carlos Santana.
En 1971, il rencontre Rachid Baba Ahmed, le fondateur du futur studio d'enregistrement le plus grand d'Afrique, Éditions Rachid et Fethi, et de là, il commence sa carrière musicale. Il travaille par la suite beaucoup avec lui.

### Les Aigles noirs

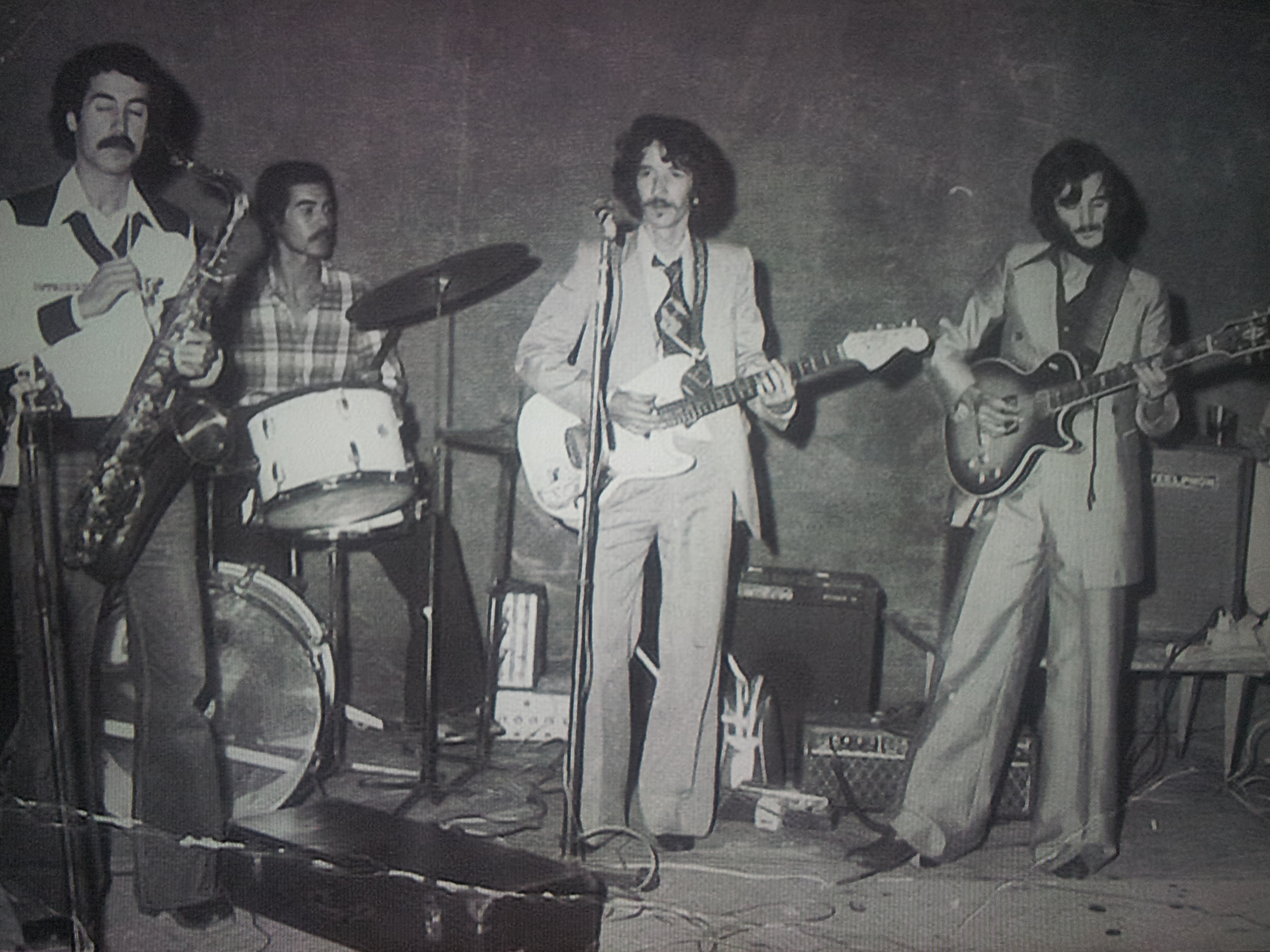
Le groupe Les Aigles noirs en 1973, l'ancêtre du groupe Raïna Raï. Lotfi Attar est à droite avec la guitare.

En 1969, avec quelques amis, Lotfi Attar crée le groupe Les Aigles Noirs sous la férule de Frih Tayeb, musicien qui joue de plusieurs instruments. Ils interprètent alors des chansons pop occidentales dans des mariages. Le groupe est notamment composé de Kada Zina, premier chanteur, Lotfi Attar, le guitariste. Quelques années après, ils ont l’idée de reprendre une ancienne chanson, Ya Zina diri latay , cette chanson Ya zina appartient au chanteur kadri dziri abbassi .

### Groupe Raïna Raï

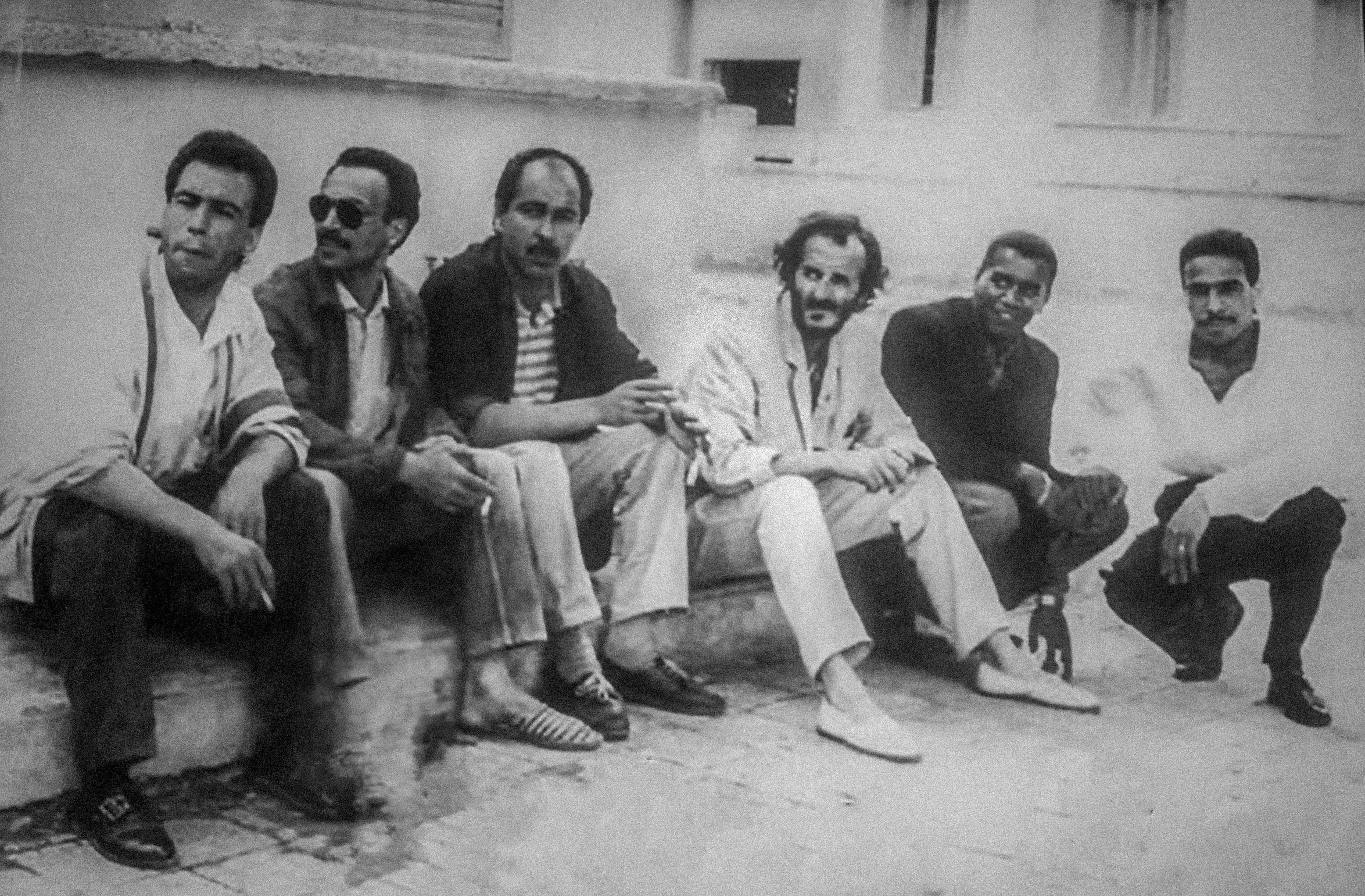
Le groupe Raïna Raï. De gauche à droite : Djilali Razkallah, Kada Zina, Hachemi Djellouli et Lotfi Attar.

Les anciens des Aigles noirs créent, à Paris en 1980, le groupe Raïna Raï avec Lotfi Attar, Hachemi Djellouli, Tarik Chikhi et Kaddour Bouchentouf. Ce groupe est considéré comme pionnier de la musique raï (appelée également raï électrique). Ils connaissent le succès dès leur premier album grâce à la chanson Ya Zina qui leur assure un rayonnement international, entre autres en Europe, aux États-Unis, et au Canada. En juillet 1985, les membres du groupe se séparent juste après leur dernier concert à Alger. Les raisons de cette séparation sont multiples car Lotfi n’est pas d'accord avec l'orientation musicale du groupe.
Fin 2001, Lotfi reprend, avec Hachemi, Raïna Raï jusqu'en août 2003. Là encore, c’est la rupture, à la suite d'une soirée animée à Béjaïa. Dès lors, Lotfi Attar reprend la musique seul, en Europe et au Canada. En 2015, il remonte le groupe Raïna Raï, dont il est le leader à ce jour[Quand ?], avec certains membres des débuts du groupe, dont le batteur Hachemi Djellouli et le chanteur Mohamed Guebbache, dit Kada.

### Groupe Amarna
En 1985, Lofti Attar crée avec son épouse Hamida (sa parolière), le groupe Amarna, dont il compose les musiques. Les textes créés par Hamida Attar pour Amarna s'inspirent de poésie lyrique. Djilali Amarna est le chanteur du groupe. Amarna publie quatre albums : Chouli (1986), Saf (1986), Waïle (1987) et El Ghaba (1989). Lors de la même année, le groupe se sépare. Hachemi Djellouli, rentré de France, intègre Amarna. Pendant quelque temps, ils travaillent sous le nom de Lotfi et Hachemi.
Durant la décennie noire, Lotfi et son groupe ont pris des risques en montant sur scène un peu partout en Algérie[évasif]. Le groupe se reforme. En 2001, ils produisent l'album intitulé Bye Bye . Celui-ci est un prélude à la fin du groupe. En 2001, Attar constitue la troupe « les New Amarnas ». Ce groupe est composé de jeunes artistes, mais ne s'impose pas sur la scène.

### Musiques de films
Il signe la bande originale du film Harraga Blues, réalisé par Moussa Haddad et sorti en 2012. Il compose également la musique du documentaire basé sur la vie de Hassi Messaoud, réalisé dans les années 1990. Il participe à la musique du film, de Lyès Salem El Wahrani.
En 2008 et 2010, il crée des musiques pour pièces de théâtre mises en scène à Sidi Bel Abbès : Topaze de Marcel Pagnol, et Rashomon.

### Autres projets
En 2007, il ouvre un studio d'enregistrement à Sidi Bel Abbès pour la promotion des jeunes talents, qui se veut être une une sorte d'école pour initier les plus jeunes à la musique.
Il publie également des compositions plus personnelles, et développe un nouveau style appelé Goumb Guits, dans lequel la guitare électrique reproduit le son du guembri, instrument traditionnel à cordes. Il cherche à faire évoluer par sa guitare d'autres musiques du monde, non mises en valeur[évasif].

## Discographie

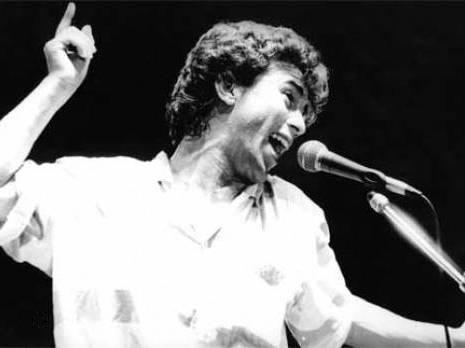
Djilali Razkallah dit Djilali Amarna, décédé en 2010, à la suite d'un cancer, membre du groupe Amarnas.

### Avec Raina Raï
- 1983 : Hagda, auto-production (HTK Productions) dont deux titres furent utilisés dans la bande originale du film Tchao Pantin de Claude Berri
- 1985 : Raïna Hak, Édition Rachid et Fethi.
- 1990 : Lala Fatima, Édition Rachid et Fethi.
- 1993 : Mama, Musidisc
- 2001 : Bye Bye, Lazer Production

### Avec Amarna
- 1986 : Chouli Editions Rachid et Fethi.
- 1986 : Saf (1986), Sadi Disques.
- 1987 : Waïle (1987).
- 1989 : El Ghaba (1989), édition Celluloid.